# Григорьевская поэтическая премия
Григорьевская поэтическая премия, «Григорьевка» — независимая российская поэтическая премия.

## История
Учреждена в 2010 году в память о поэте Геннадии Григорьеве (1949—2007) его сыном Анатолием Григорьевым совместно с критиком, переводчиком и общественным деятелем Виктором Топоровым. Преодназначена «для поощрения творчески близких ему стратегий и достижений в современной русской поэзии». Условие номинирования на премию — поэт должен быть не старше Геннадия Григорьева, то есть до 57 лет.
Позднее условия, обозначенные в уставе премии, были изменены. Для участия в Премии может быть номинирован любой здравствующий на момент номинации автор поэтических текстов на русском языке любого стиля или направления современной поэзии, без ограничения пола, возраста, этнического происхождения, страны проживания, гражданства, сексуальной ориентации, партийной принадлежности, религиозных и политических взглядов. Автор может участвовать в Премии под псевдонимом при условии, что Координатору будут представлены подлинные сведения о его личности.
Премия, которая имеет 1, 2 и 3 места, присуждается ежегодно 14 декабря (в день рождения поэта) в одном из концертных залов Петербурга. Там же устраивается «слэм» — соревнование поэтов, победителя в котором выбирают зрители. В печати выходит ежегодная антология Григорьевской премии.

### Характеристика
Вначале куратором премии был Виктор Топоров, при нём первое жюри состояло из друзей Григорьева, а выбирало оно лауреатов, по духу близких Григорьеву. С 2013 года, после его смерти, премию возглавил Вадим Левенталь, а в жюри входят номинанты прошлых лет. С 2018 года куратором стал Игорь Караулов, который написал устав премии (до этого премия работала без устава). Караулов рассказывает о принципах работы премии: «принцип, исключающий самономинацию, был заложен ещё Топоровым. В первые годы он сам выдвигал поэтов в лонг-лист. Потом, после его смерти, установилась система номинаторов, во многом позаимствованная у премии „Национальный бестселлер“, ещё одного успешного топоровского начинания. В действующем уставе эта система сохранена: координатор премии назначает двенадцать номинаторов, каждый из которых имеет право выдвинуть трёх авторов». Караулов ввел систему, при которой жюри состоит только из лауреатов и победителей слэма прошлых лет (до этого выбирали читатели).
Премия имеет, по выражению «Литературной газеты» — панковское реноме. По словам Карулова: «очень важно, что имя Геннадия Григорьева стало неким различительным паролем — в результате десятилетней работы премии в поэтическом сообществе возникло представление о „григорьевском поэте“: вот этот поэт — „григорьевский“, а вон тот, наверное, тоже хороший, но не „григорьевский“. Дать имя целому сегменту современной поэзии — большое дело, и с нашей помощью Геннадий Григорьев сделал это уже после своей смерти. По-моему, это лучше, чем гранитный памятник».
Ранее Виктор Топоров характеризовал свой отбор: «Подлинно живые стихи подлинно живых поэтов — стихи не обязательно антологически прекрасные, но непременно — онтологически важные».

## Победители
- 2010: Всеволод Емелин[9]
- 2011: Александр Кабанов[10]
- 2012: Андрей Родионов и Наталья Романова (разделили 1-е место)[11]
- 2013: Максим Жуков[12]
- 2014: Андрей Пермяков
- 2015: Юрий Валерьевич Смирнов (род. 1973, Кировоград, Украина)[13]
- 2016: Лада Пузыревская[14]
- 2017: Александр Курбатов[15]
- 2018: Владимир Богомяков[16]
- 2019: Анна Долгарева[17]
- 2020: Михаил Елизаров[18]

## Издания
- Антология Григорьевской премии 2011. — СПб.: Лимбус Пресс, ООО «Издательство К. Тублина», 2012. — 432 с. — 1000 эк